# تاشا ألكسندر
تاشا ألكسندر (بالإنجليزية: Tasha Alexander)‏ (1 ديسمبر 1969، ساوث بند في الولايات المتحدة)؛ كاتِبة وروائية أمريكية. درست في جامعة نوتر دام.